# Ceratomia catalpae
Ceratomia catalpae is een vlinder uit de familie pijlstaarten (Sphingidae). De wetenschappelijke naam van de soort werd in 1875 gepubliceerd door Jean-Baptiste Boisduval. De soort komt voor in de oosten en zuiden van de Verenigde Staten (Van Maine naar het westen tot in Iowa, naar het zuiden tot in Florida, de golfstaten en Texas) en in Mexico. De spanwijdte is 65-95 mm.

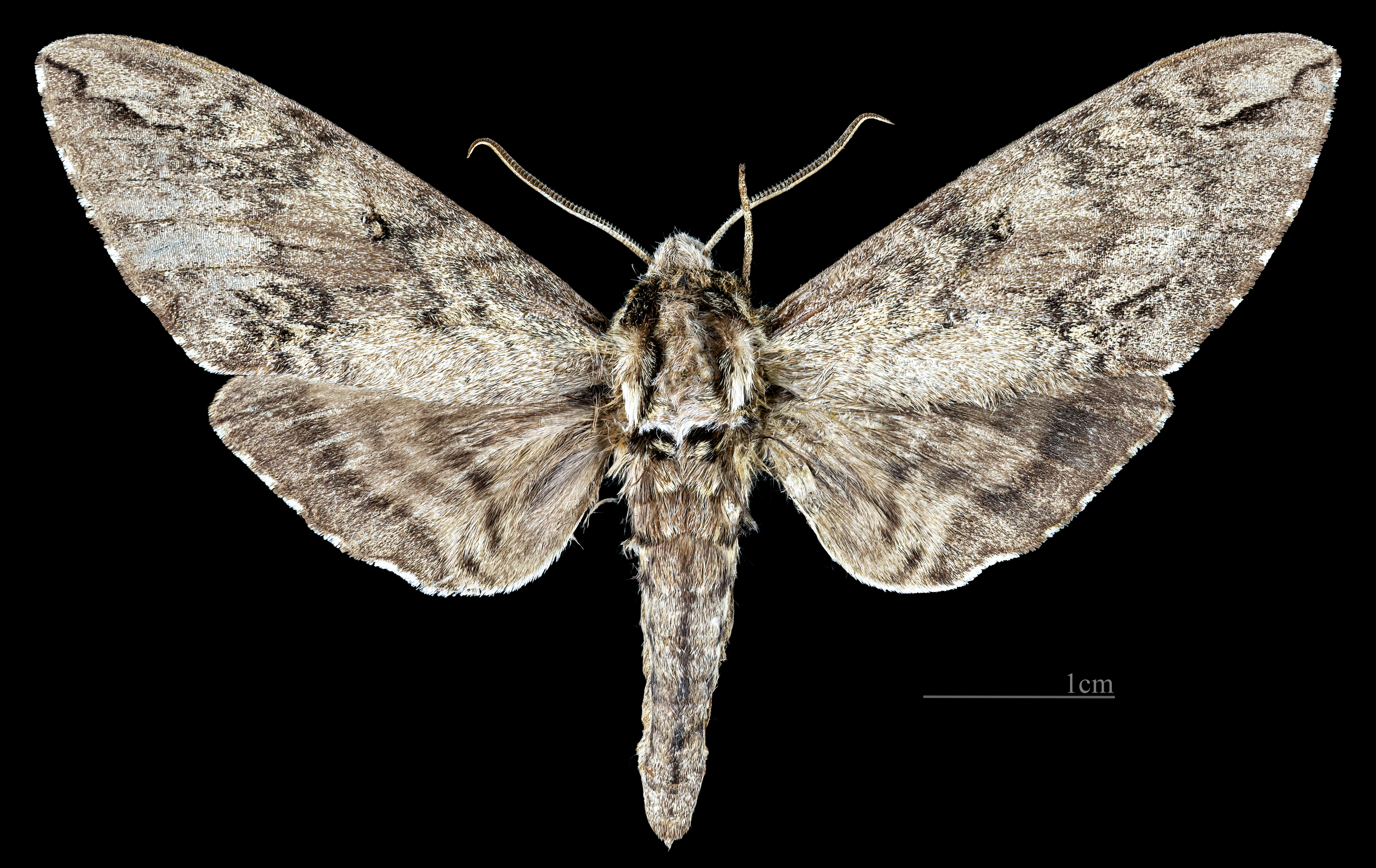
♂
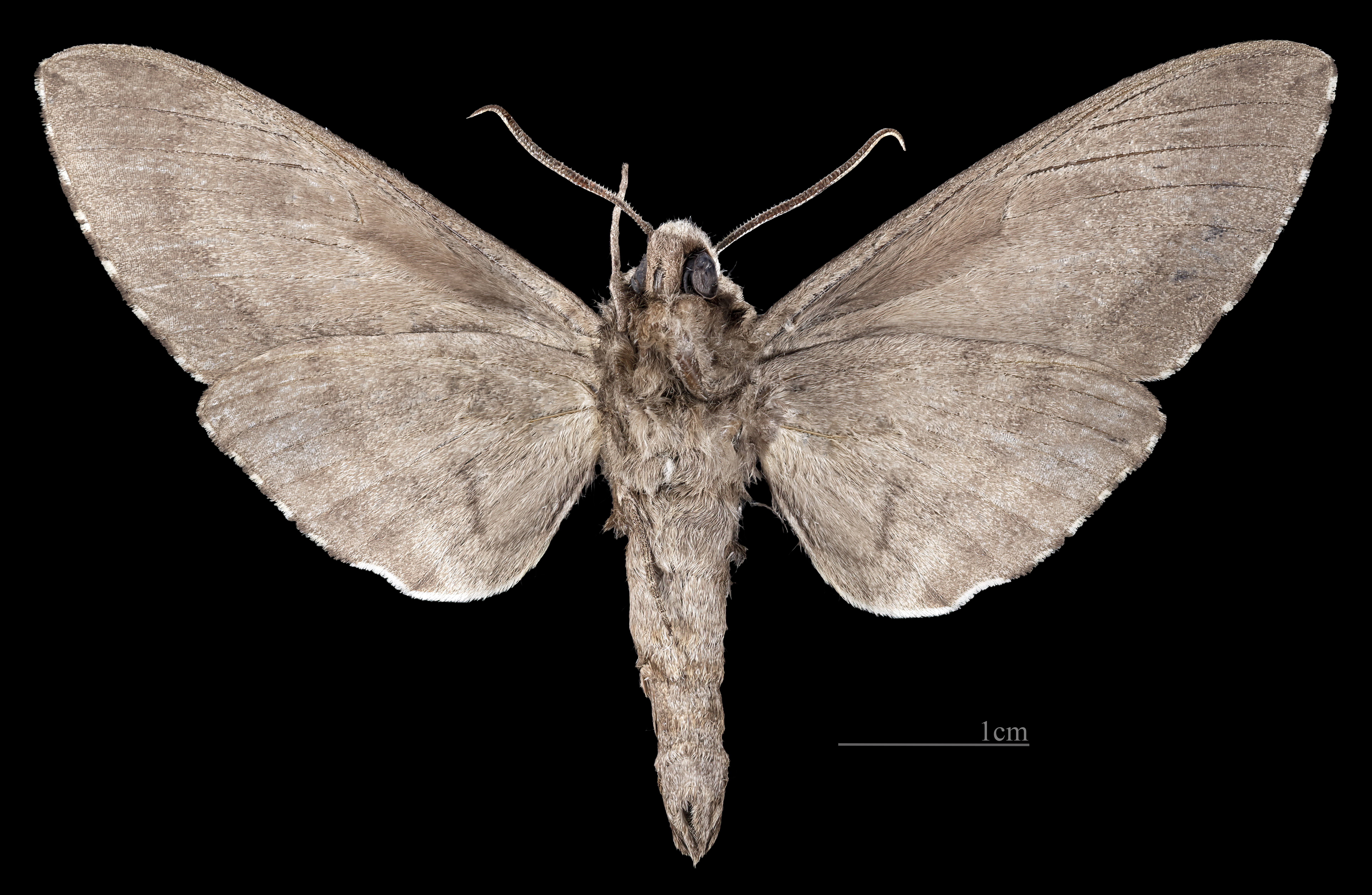
♂ △
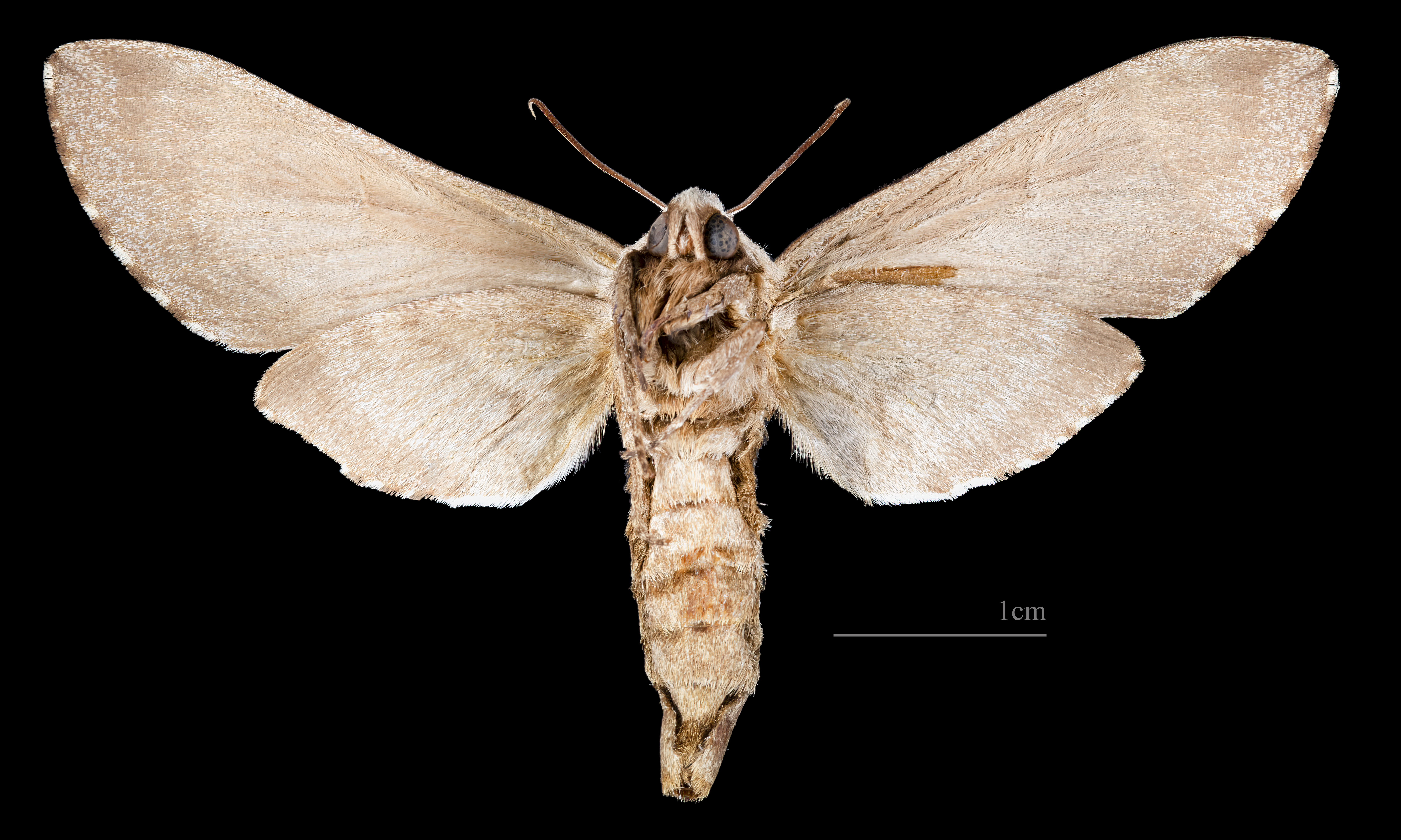
♀
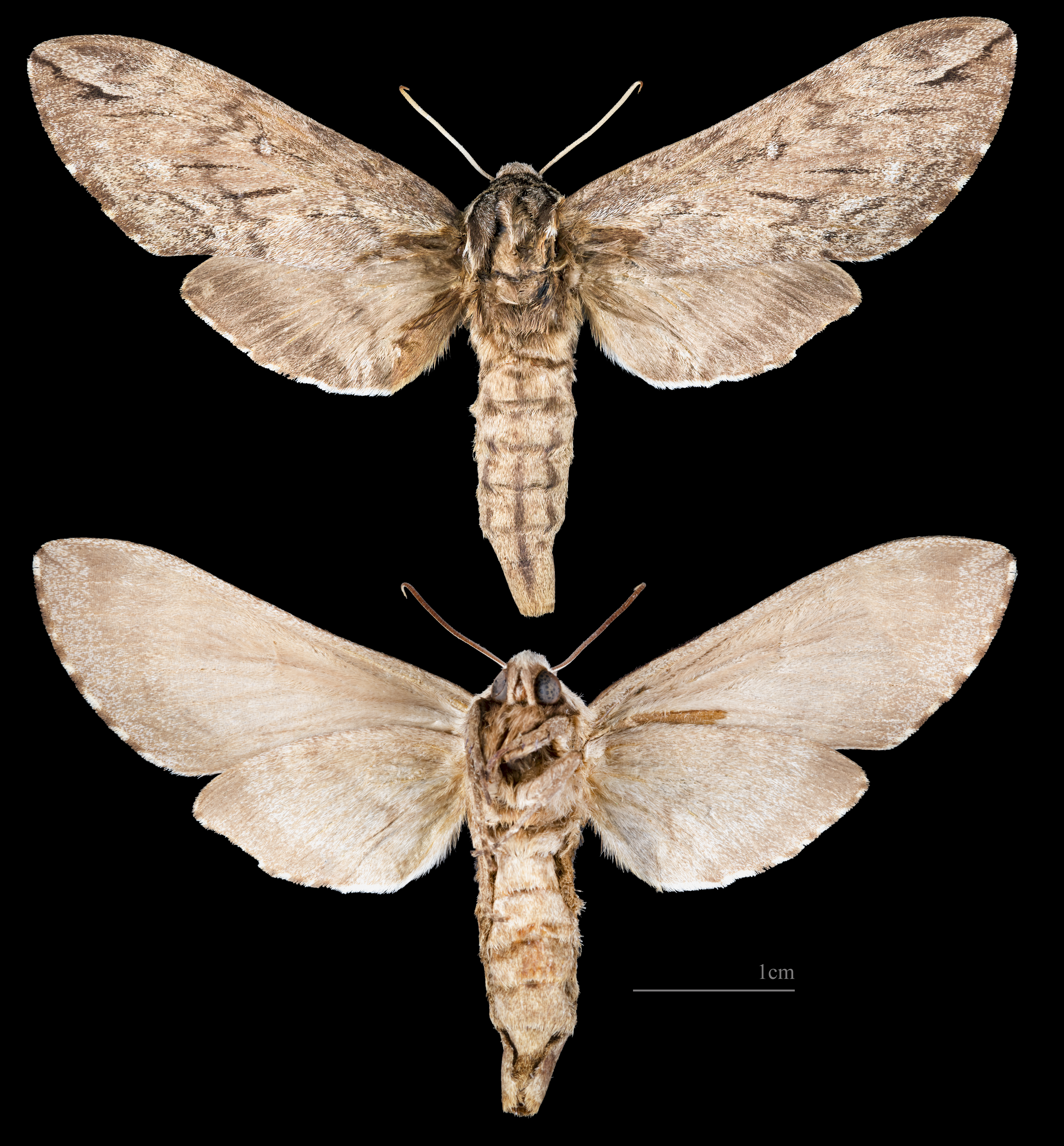
♀ △